# تدی پندرگرس
تدی پندرگرس (انگلیسی: Teddy Pendergrass؛ ۲۶ مارس ۱۹۵۰ – ۱۳ ژانویهٔ ۲۰۱۰ (۵۹ سال)) یک موسیقی‌دان اهل ایالات متحده آمریکا بود. وی بین سال‌های ۱۹۶۹ تا ۲۰۰۶ میلادی فعالیت می‌کرد.